# The Exorcist GBG
The Exorcist GBG är en svensk musikgrupp från Göteborg, bildad 2012. Bandet består av Petrus Fredestad "Vesslan" (klaviatur), Timo Lundgren "Osynlige Mann" (bas) och Pontus Torstensson "Tentakel" (trummor).

## Historia
The Exorcist GBG startade sin karriär med spelningar på illegala technoklubbar i Göteborg och har sedan dess blivit kända för sina intensiva och dynamiska liveframträdanden. Deras musik blandar inslag av funk, dödslounge och psykedelisk disco, med influenser från skräckfilmsmusik och disco-erans rytm-estetik. Musiken sträcker sig från raffinerad till intensiv och bjuder på en ljudbild som kan liknas vid ett rymdskepp på väg mot ett svart hål, där varje låt fungerar som ett eget universum.[källa behövs]

## Musik och liveframträdanden
The Exorcist GBG är särskilt kända för sina liveframträdanden, där improvisation spelar en central roll. Bandet är skickliga improvisatörer och lyckas ständigt skapa unika upplevelser för varje spelning. Deras liveuppträdanden kännetecknas av dynamik, energi och förmågan att ta publiken med på en resa genom oväntade ljudlandskap och rytmer. Bandet har emellanåt haft gästmusiker med sig på scen, och Damo Suzuki, den legendariska sångaren från krautrockbandet Can, var en av de som medverkade vid ett tillfälle.[källa behövs]

## Kritik och erkännande
The Exorcist GBG har fått lovord från kritiker, bland annat från musikkritikern Andres Lokko, som listade deras låt "White Heat" som en av de viktigaste låtarna 2014.[källa behövs]

## Diskografi

### Album
- 2015 – The Exorcist GBG, Höga Nord Rekords[3]
- 2018 – II, Höga Nord Rekords[2]
- 2023 – III, Höga Nord Rekords

### Singles & EPs
- 2020 – Stonerdisco/Superstandard, 7"